# Доний, Вячеслав Михайлович
Вячеслав Михайлович Доний (14 февраля 1968) — советский, украинский и российский футболист, крайний защитник, российский футбольный тренер.

## Биография
Воспитанник ДЮСШ «Колос» (Никополь). Победитель первенства СССР среди 15-летних 1983 года, по итогам соревнований был признан лучшим защитником. Несколько лет выступал за дубль «Колоса» в первенстве дублирующих составов первой лиги. В 1988 году дебютировал во взрослых соревнованиях в составе «Шахтёра» (Горловка) во второй лиге, следующий сезон провёл в основном составе никопольского «Колоса».
С 1990 года в течение нескольких лет играл в областных первенствах и в чемпионате Украины среди любителей.
В 1995 году перешёл в российский «Металлург» (Магнитогорск). С 1996 года в течение пяти сезонов выступал за пермский «Амкар», играл сначала на правом фланге обороны, потом на левом, так как позицию правого защитника занял Алексей Попов. Всего сыграл за «Амкар» 128 матчей в первенствах страны. В 1998 году стал победителем зонального турнира второго дивизиона, в том же году принял участие в историческом матче Кубка России, в котором «Амкар» обыграл действующего чемпиона страны московский «Спартак» 1:0. После выхода пермского клуба в первый дивизион постепенно потерял место в составе, в последних своих сезонах большинство матчей проводил не полностью.
В конце карьеры выступал за «Орёл» и кемеровское «Кузбасс-Динамо», а также за любительские команды Перми и Пермского края.
Всего на профессиональном уровне в первенствах СССР и России сыграл более 240 матчей (23 — в первом дивизионе, остальные — во втором). В кубках страны сыграл 11 матчей, лучшее личное достижение — участие в матче 1/8 финала против «Ростсельмаша» в сезоне 1998/99.
После окончания игровой карьеры работал тренером детских и молодёжных команд «Амкара», селекционером клуба. В 2006 году входил в тренерский штаб женской команды «Звезда-2005». В сезоне 2013/14 входил в тренерский штаб пермского «Октана», помогая Станиславу Красулину, а в пяти матчах в апреле-мае 2014 года исполнял обязанности главного тренера. Имеет тренерскую лицензию «А». Работает в Академии игровых видов спорта Пермского края.
Принимает участие в матчах ветеранов в Перми и Никополе.
Отличался вспыльчивым характером на поле и вне его — так, в 2000 году в своём первом матче за «Прикамье» был удалён с поля за пререкания с судьёй, а в 2011 году на матче молодёжного состава «Амкара» избил болельщика.

## Достижения
- Победитель второго дивизиона России: 1998 (зона «Урал»)